# Ядерная реакция

Ядерная реакция лития-6 с дейтерием ^{6}Li(d,α)α

Я́дерная реа́кция — процесс взаимодействия атомного ядра с другим ядром или элементарной частицей, который может сопровождаться изменением состава и строения ядра. Последствием взаимодействия может стать деление ядра, испускание элементарных частиц или фотонов. Кинетическая энергия вновь образованных частиц может быть гораздо выше первоначальной, при этом говорят о выделении энергии ядерной реакцией.
Впервые ядерную реакцию наблюдал Резерфорд в 1917 году, бомбардируя α-частицами ядра атомов азота. Она была зафиксирована по появлению вторичных ионизирующих частиц, имеющих пробег в газе больше пробега α-частиц и идентифицированных как протоны. Впоследствии с помощью камеры Вильсона были получены фотографии этого процесса.
По механизму взаимодействия ядерные реакции делятся на два вида:
- реакции с образованием составного ядра, это двухстадийный процесс, протекающий при не очень большой кинетической энергии сталкивающихся частиц (примерно до 10 МэВ).
- прямые ядерные реакции, проходящие за ядерное время, необходимое для того, чтобы частица пересекла ядро. Главным образом такой механизм проявляется при больших энергиях бомбардирующих частиц.

Если после столкновения сохраняются исходные ядра и частицы и не рождаются новые, то реакция является упругим рассеянием в поле ядерных сил, сопровождается только перераспределением кинетической энергии и импульса частицы и ядра-мишени и называется потенциальным рассеянием.

## Механизмы ядерной реакции

### Составное ядро
Теория механизма реакции с образованием составного ядра была разработана Нильсом Бором в 1936 году совместно с теорией капельной модели ядра и лежит в основе современных представлений о большой части ядерных реакций.
Согласно этой теории ядерная реакция идёт в два этапа. В начале исходные частицы образуют промежуточное (составное) ядро за ядерное время, то есть время, необходимое для того, чтобы частица пересекла ядро, примерно равное 10−23 — 10−21с. При этом составное ядро всегда образуется в возбуждённом состоянии, так как оно обладает избыточной энергией, привносимой частицей в ядро в виде энергии связи нуклона в составном ядре и части его кинетической энергии, которая равна сумме кинетической энергии ядра-мишени с массовым числом {\displaystyle A} и частицы в системе центра инерции.

### Энергия возбуждения
Энергия возбуждения {\displaystyle E^{*}} составного ядра, образовавшегося при поглощении свободного нуклона, равна сумме энергии связи {\displaystyle E_{c}} нуклона и части его кинетической энергии {\displaystyle E^{'}}:
{\displaystyle E^{*}=E_{c}+E'.}
Чаще всего вследствие большой разницы в массах ядра и нуклона {\displaystyle E'} примерно равна кинетической энергии {\displaystyle E} бомбардирующего ядро нуклона.
В среднем энергия связи равна 8 МэВ, меняясь в зависимости от особенностей образующегося составного ядра, однако для данных ядра-мишени и нуклона эта величина является константой. Кинетическая же энергия бомбардирующей частицы может быть какой угодно, например, при возбуждении ядерных реакций нейтронами, потенциал которых не имеет кулоновского барьера, значение {\displaystyle E} может быть близким к нулю. Таким образом, энергия связи является минимальной энергией возбуждения составного ядра.

### Каналы реакций
Переход в невозбуждённое состояние может осуществляться различными путями, называемыми каналами реакции. Типы и квантовое состояние налетающих частиц и ядер до начала реакции определяют входной канал реакции. После завершения реакции совокупность образовавшихся продуктов реакции и их квантовых состояний определяет выходной канал реакции. Реакция полностью характеризуется входным и выходным каналами.
Каналы реакции не зависят от способа образования составного ядра, что может быть объяснено большим временем жизни составного ядра, оно как бы «забывает», каким способом образовалось, следовательно, образование и распад составного ядра можно рассматривать как независимые события. К примеру, {\displaystyle {}_{13}^{27}{\textrm {Al}}} может образоваться как составное ядро в возбуждённом состоянии в одной из следующих реакций:
{\displaystyle {}_{11}^{23}{\textrm {Na}}+{}_{2}^{4}{\textrm {He}}\rightarrow {}_{13}^{27}{\textrm {Al*}},}
{\displaystyle {}_{12}^{26}{\textrm {Mg}}+{}_{1}^{1}{\textrm {H}}\rightarrow {}_{13}^{27}{\textrm {Al*}},}
{\displaystyle {}_{13}^{26}{\textrm {Al}}+{}_{0}^{1}{\textrm {n}}\rightarrow {}_{13}^{27}{\textrm {Al*}},}
{\displaystyle {}_{13}^{27}{\textrm {Al}}+\gamma \rightarrow {}_{13}^{27}{\textrm {Al*}}.}
Впоследствии, при условии одинаковой энергии возбуждения, это составное ядро может распасться путём, обратным любой из этих реакций, с определённой вероятностью, не зависящей от истории возникновения этого ядра. Вероятность же образования составного ядра зависит от энергии и от сорта ядра-мишени.

### Прямые ядерные реакции
Течение ядерных реакций возможно и через механизм прямого взаимодействия, в основном, такой механизм проявляется при очень больших энергиях бомбардирующих частиц, когда нуклоны ядра можно рассматривать как свободные. От механизма составного ядра прямые реакции отличаются, прежде всего, распределением векторов импульсов частиц-продуктов относительно импульса бомбардирующих частиц. В отличие от сферической симметрии механизма составного ядра для прямого взаимодействия характерно преимущественное направление полёта продуктов реакции вперёд относительно направления движения налетающих частиц. Распределения по энергиям частиц-продуктов в этих случаях также различны. Для прямого взаимодействия характерен избыток частиц с высокой энергией. При столкновениях с ядрами сложных частиц (то есть других ядер) возможны процессы передачи нуклонов от ядра к ядру или обмен нуклонами. Такие реакции происходят без образования составного ядра и им присущи все особенности прямого взаимодействия.

### Сечение ядерной реакции
Вероятность реакции определяется так называемым ядерным сечением реакции. В лабораторной системе отсчёта (где ядро-мишень покоится) вероятность взаимодействия в единицу времени равна произведению сечения (выраженного в единицах площади) на поток падающих частиц (выраженный в количестве частиц, пересекающих за единицу времени единичную площадку). Если для одного входного канала могут осуществляться несколько выходных каналов, то отношения вероятностей выходных каналов реакции равно отношению их сечений. В ядерной физике сечения реакций обычно выражаются в специальных единицах — барнах, равных 10−24 см².

### Выход реакции
Число случаев реакции, отнесённое к числу бомбардировавших мишень частиц {\displaystyle \nu /\Phi }, называется выходом ядерной реакции. Эта величина определяется на опыте при количественных измерениях. Поскольку выход непосредственно связан с сечением реакции, измерение выхода по сути является измерением сечения реакции.

## Законы сохранения в ядерных реакциях
При ядерных реакциях выполняются все законы сохранения классической физики. Эти законы накладывают ограничения на возможность осуществления ядерной реакции. Даже энергетически выгодный процесс всегда оказывается невозможным, если сопровождается нарушением какого-либо закона сохранения. Кроме того, существуют законы сохранения, специфичные для микромира; некоторые из них выполняются всегда, насколько это известно (закон сохранения барионного числа, лептонного числа); другие законы сохранения (изоспина, чётности, странности) лишь подавляют определённые реакции, поскольку не выполняются для некоторых из фундаментальных взаимодействий. Следствиями законов сохранения являются так называемые правила отбора, указывающие на возможность или запрет тех или иных реакций.

### Закон сохранения энергии
Если {\displaystyle E_{1},\,E_{2},\,E_{3},\,E_{4}} — полные энергии двух частиц до реакции и после реакции, то на основании закона сохранения энергии:
{\displaystyle E_{1}+E_{2}=E_{3}+E_{4}.}
При образовании более двух частиц соответственно число слагаемых в правой части этого выражения должно быть больше. Полная энергия E частицы равна сумме её массы (в энергетическом эквиваленте) Mc2 и кинетической энергии K, поэтому:
{\displaystyle M_{1}c^{2}+M_{2}c^{2}+K_{1}+K_{2}=M_{3}c^{2}+M_{4}c^{2}+K_{3}+K_{4}.}
Разность суммарных кинетических энергий частиц на «выходе» и «входе» реакции Q = (K3 + K4) − (K1 + K2) называется энергией реакции (или энергетическим выходом реакции). Она удовлетворяет условию:
{\displaystyle M_{1}+M_{2}=M_{3}+M_{4}+Q/c^{2}.}
Множитель 1/c2 обычно опускают, при подсчёте энергетического баланса выражая массы частиц в энергетических единицах (или иногда энергии в массовых единицах).
Если Q > 0, то реакция сопровождается выделением свободной энергии и называется экзоэнергетической, если Q < 0, то реакция сопровождается поглощением свободной энергии и называется эндоэнергетической.
Q > 0 тогда, когда сумма масс частиц-продуктов меньше суммы масс исходных частиц, то есть выделение свободной энергии возможно только за счёт снижения масс реагирующих частиц. И наоборот, если сумма масс вторичных частиц превышает сумму масс исходных, то такая реакция возможна только при условии затраты какого-то количества кинетической энергии на увеличение энергии покоя, то есть масс новых частиц. Минимальное значение кинетической энергии налетающей частицы, при которой возможна эндоэнергетическая реакция, называется пороговой энергией реакции. Эндоэнергетические реакции называют также пороговыми реакциями, поскольку они не происходят при энергиях частиц ниже порога.

### Закон сохранения импульса
Полный импульс частиц до реакции равен полному импульсу частиц-продуктов реакции. Если {\displaystyle {\vec {p}}_{1}}, {\displaystyle {\vec {p}}_{2}}, {\displaystyle {\vec {p}}_{3}}, {\displaystyle {\vec {p}}_{4}} — векторы импульсов двух частиц до реакции и после реакции, то
{\displaystyle {\vec {p}}_{1}+{\vec {p}}_{2}={\vec {p}}_{3}+{\vec {p}}_{4}.}
Каждый из векторов может быть независимо измерен на опыте, например, магнитным спектрометром. Экспериментальные данные свидетельствуют о том, что закон сохранения импульса справедлив как при ядерных реакциях, так и в процессах рассеяния микрочастиц.

### Закон сохранения момента импульса
Момент количества движения также сохраняется при ядерных реакциях. В результате столкновения микрочастиц образуются только такие составные ядра, момент импульса которых равен одному из возможных значений момента, получающегося при сложении собственных механических моментов (спинов) частиц и момента их относительного движения (орбитального момента). Каналы распада составного ядра также могут быть лишь такими, чтобы сохранялся суммарный момент количества движения (сумма спинового и орбитального моментов).

### Другие законы сохранения
- при ядерных реакциях сохраняется электрический заряд — алгебраическая сумма элементарных зарядов до реакции равна алгебраической сумме зарядов после реакции.
- при ядерных реакциях сохраняется число нуклонов, что в самых общих случаях интерпретируется как сохранение барионного числа. Если кинетические энергии сталкивающихся нуклонов очень высоки, то возможны реакции рождения нуклонных пар. Поскольку нуклонам и антинуклонам приписываются противоположные знаки, то при любых процессах алгебраическая сумма барионных чисел всегда остаётся неизменной.
- при ядерных реакциях сохраняется число лептонов (точнее, разность количества лептонов и количества антилептонов, см. Лептонное число).
- при ядерных реакциях, которые протекают под воздействием ядерных или электромагнитных сил, сохраняется чётность волновой функции, описывающей состояние частиц до и после реакции. Чётность волновой функции не сохраняется в превращениях, обусловленных слабыми взаимодействиями[1].
- при ядерных реакциях, обусловленных сильными взаимодействиями, сохраняется изотопический спин. Слабые и электромагнитные взаимодействия изоспин не сохраняют.

## Виды ядерных реакций
Ядерные взаимодействия с частицами носят весьма разнообразный характер, их виды и вероятности той или иной реакции зависят от вида бомбардирующих частиц, ядер-мишеней, энергий взаимодействующих частиц и ядер и многих других факторов.

### Ядерная реакция деления
Ядерная реакция деления — процесс расщепления атомного ядра на два (реже три) ядра с близкими массами, называемых осколками деления. В результате деления могут возникать и другие продукты реакции: лёгкие ядра (в основном, альфа-частицы), нейтроны и гамма-кванты. Деление бывает спонтанным (самопроизвольным) и вынужденным (в результате взаимодействия с другими частицами, прежде всего, с нейтронами). Однако спонтанные процессы обычно не относятся к ядерным реакциям, поэтому ядерной реакцией является лишь вынужденное деление (при захвате нейтронов, фотоделение и т.п.) Деление тяжёлых ядер — экзоэнергетический процесс, в результате которого высвобождается большое количество энергии в виде кинетической энергии продуктов реакции, а также излучения.
Деление ядер служит источником энергии в ядерных реакторах и ядерном оружии.

### Ядерная реакция синтеза
Ядерная реакция синтеза — процесс слияния двух атомных ядер с образованием нового, более тяжёлого ядра.
Кроме нового ядра, в ходе реакции синтеза, как правило, образуются также различные элементарные частицы и (или) кванты электромагнитного излучения.
Без подвода внешней энергии слияние ядер невозможно, так как положительно заряженные ядра испытывают силы электростатического отталкивания — это так называемый «кулоновский барьер». Для синтеза ядер необходимо сблизить их на расстояние порядка 10−15 м, на котором действие сильного взаимодействия будет превышать силы электростатического отталкивания. Это возможно в случае, если кинетическая энергия сближающихся ядер превышает кулоновский барьер.
Такие условия могут сложиться в двух случаях:
- Если атомные ядра (ионы, протоны или α-частицы), обладающие большой кинетической энергией, встречают на своём пути другие атомные ядра. В природе это возможно, например, при столкновении частиц ионизированного газа, например, в ионосфере Земли, с частицами космических лучей. Искусственно такие реакции реализуются в вакуумных камерах с использованием естественных источников высокоэнергетических α-частиц (впервые 1917, опубликовано 1919, Э. Резерфорд), а также ускорителях заряженных частиц (впервые 1931, Р. Ван-де-Грааф)[4] и установках наподобие фузора или реактора «Поливелл», в которых кинетическая энергия заряженным частицам придаётся электрическим полем. Таким путём были получены первые искусственные ядерные реакции синтеза и многие искусственно синтезированные химические элементы.

- Если вещество нагревается до чрезвычайно высоких температур в звезде или термоядерном реакторе. Согласно кинетической теории, кинетическую энергию движущихся микрочастиц вещества (атомов, молекул или ионов) можно представить в виде температуры, а, следовательно, нагревая вещество, можно достичь ядерной реакции синтеза. В таком случае говорят о термоядерном синтезе или термоядерной реакции (см. ниже).

### Термоядерная реакция
Термоядерная реакция — слияние двух атомных ядер с образованием нового, более тяжёлого ядра, за счёт кинетической энергии их теплового движения.
Для ядерной реакции синтеза исходные ядра должны обладать относительно большой кинетической энергией, поскольку они испытывают электростатическое отталкивание, так как одноимённо положительно заряжены.
Согласно кинетической теории, кинетическую энергию движущихся микрочастиц вещества (атомов, молекул или ионов) можно представить в виде температуры, а, следовательно, нагревая вещество, можно достичь ядерной реакции синтеза.
Подобным образом протекают ядерные реакции естественного нуклеосинтеза в звёздах.
Реакции синтеза между ядрами лёгких элементов вплоть до железа проходят экзоэнергетически, с чем связывают возможность применения их в энергетике, в случае решения проблемы управления термоядерным синтезом.
Прежде всего, среди них следует отметить реакцию между двумя изотопами (дейтерий и тритий) весьма распространённого на Земле водорода, в результате которой образуется гелий и выделяется нейтрон. Реакция может быть записана в виде:
{\displaystyle {}_{1}^{2}{\textrm {H}}(D)+{}_{1}^{3}{\textrm {H}}(T)\rightarrow {}_{2}^{4}{\textrm {He}}+{}_{0}^{1}{\textrm {n}}} + энергия (17,6 МэВ).
Выделенная энергия (возникающая из-за того, что гелий-4 имеет очень сильные ядерные связи) переходит в кинетическую энергию, большую часть из которой, 14,1 МэВ, уносит с собой нейтрон как более лёгкая частица. Образовавшееся ядро прочно связано, поэтому реакция так сильно экзоэнергетична. Эта реакция характеризуется наинизшим кулоновским барьером и большим выходом, поэтому она представляет особый интерес для управляемого термоядерного синтеза.
Термоядерная реакция также используется в термоядерном оружии.

### Фотоядерная реакция
При поглощении гамма-кванта ядро получает избыток энергии без изменения своего нуклонного состава, а ядро с избытком энергии является составным ядром. Как и другие ядерные реакции, поглощение ядром гамма-кванта возможно только при выполнении необходимых энергетических и спиновых соотношений. Если переданная ядру энергия превосходит энергию связи нуклона в ядре, то распад образовавшегося составного ядра происходит чаще всего с испусканием нуклонов, в основном, нейтронов. Такой распад ведёт к ядерным реакциям {\displaystyle (\gamma ,n)} и {\displaystyle (\gamma ,p)}, которые и называются фотоядерными, а явление испускания нуклонов в этих реакциях — ядерным фотоэффектом.

## Запись ядерных реакций
Ядерные реакции записываются в виде специальных формул, в которых встречаются обозначения атомных ядер и элементарных частиц.
Первый способ написания формул ядерных реакций аналогичен записи формул реакций химических, то есть слева записывается сумма исходных частиц, справа — сумма получившихся частиц (продуктов реакции), а между ними ставится стрелка.
Так, реакция радиационного захвата нейтрона ядром кадмия-113 записывается так:
{\displaystyle {}_{48}^{113}{\textrm {Cd}}+n\rightarrow {}_{48}^{114}{\textrm {Cd}}+\gamma .}
Мы видим, что число протонов и нейтронов справа и слева остаётся одинаковым (барионное число сохраняется). Это же относится к электрическим зарядам, лептонным числам и другим величинам (энергия, импульс, момент импульса, …). В некоторых реакциях, где участвует слабое взаимодействие, протоны могут превращаться в нейтроны и наоборот, однако их суммарное число не меняется.
Второй способ записи, более удобный для ядерной физики, имеет вид A (a, bcd…) B, где А — ядро мишени, а — бомбардирующая частица (в том числе ядро), b, с, d, … — испускаемые частицы (в том числе ядра), В — остаточное ядро. В скобках записываются более лёгкие продукты реакции, вне — более тяжёлые. Так, вышеприведённая реакция захвата нейтрона может быть записана в таком виде:
{\displaystyle {}_{48}^{113}{\textrm {Cd}}(n,\gamma ){}_{48}^{114}{\textrm {Cd}}.}
Реакции часто называют по совокупности налетающих и испускаемых частиц, стоящих в скобках; так, выше записан типичный пример (n, γ)-реакции (читается: эн-гамма-реакция). Другие примеры: (α, n)-реакция, (p, 2n)-реакция, (d, t)-реакция, (α, 6Li)-реакция и т.п.
Первое принудительное ядерное превращение азота в кислород, которое провёл Резерфорд, обстреливая азот альфа-частицами, записывается в виде формулы
{\displaystyle {}_{7}^{14}{\textrm {N}}(\alpha ,p){}_{8}^{17}{\textrm {O}},} где {\displaystyle p={}_{1}^{1}{\textrm {H}}} — ядро атома водорода, протон.
В «химической» записи эта (α, p)-реакция выглядит как
{\displaystyle {}_{7}^{14}{\textrm {N}}+\alpha \rightarrow p+{}_{8}^{17}{\textrm {O}}.}